# Dracaena konaensis
Dracaena konaensis är en sparrisväxtart som först beskrevs av Harold St. John och som fick sitt nu gällande namn av Stephen Jankalski.
Dracaena konaensis ingår i släktet dracenor och familjen sparrisväxter. Inga underarter finns listade i Catalogue of Life.